# Boof

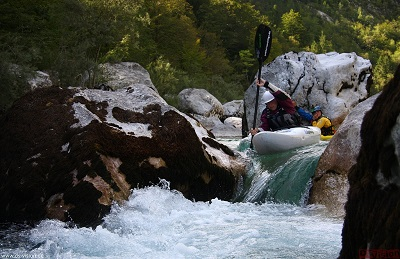
„Powerstroke“ kurz vor dem „Boofen“.

Der Boof oder das Boofen ist eine Technik aus dem Kanusport. Dabei wird das Kajak mittels „Powerstroke“, auch „Boofschlag“ genannt, aus dem Wasser gehoben. Angewendet wird diese Technik vor allem bei Stufen oder kleineren Wasserfällen. Ziel des Boofens ist es, möglichst flach im Wasser zu landen und entsprechend ein tiefes Eintauchen zu vermeiden. Dadurch wird verhindert, dass mit dem Kajak der Grund berührt wird und sich durch das Wasser dessen Fahrtrichtung verändert. Die Technik gilt als eine der schwersten Techniken im Kanu-Wildwassersport und erfordert viel Übung.
Der Begriff kommt aus dem Englischen und ist als Onomatopoesie („Buff!“) aus dem Geräusch des auf das Wasser auftreffenden Kajaks entstanden.